# Locomotiva MCL 301
La locomotiva MCL 301 fu una unità prototipo diesel in uso presso le Mediterranee Calabro Lucane degli anni venti, che rappresentò una delle prime locomotive Diesel-elettriche realizzate in Italia.

## Storia
La FIAT si presentava nel campo ferroviario con una notevole esperienza nei motori a ciclo Diesel, acquisita in gran parte con i propulsori per sommergibili realizzati dalla FIAT Grandi Motori, che la indirizzò all'uso di questo tipo di motore associato alla trasmissione elettrica, malgrado questa scelta comportasse l'associarsi con il TIBB per sopperire alla mancanza di tecnologie elettrotecniche al proprio interno.
Nacque così nel 1923 il progetto della locomotiva MCL 301, che venne messa in servizio nel 1924 sulla rete a scartamento ridotto (950 mm) Mediterranea Calabro-Lucane, dimostrandosi anticipatrice dei tempi per le soluzioni adottate ed estremamente interessante per l'esperienza che consentì di acquisire.
Nel 1924 tale unità fu estesamente provata sui binari delle Ferrovie Elettriche Biellesi e in particolare sull'impegnativa ferrovia Biella-Balma prima della consegna alla società Mediterranea Calabro-Lucane, presso la quale fu immatricolata come MCL 301.
La stessa venne in seguito utilizzata sulla linea Cosenza-Catanzaro Lido sino al 1926, in particolare nel tratto Cosenza-Soveria Mannelli; fu quindi trasferita sulla Bari-Matera.
Dai risultati di esercizio della locomotiva MCL 301 emerse il dimezzamento della spesa per il combustibile rispetto a un'analoga locomotiva a vapore, ma le migliorie di servizio furono piuttosto limitate sia per le caratteristiche intrinseche delle linee su cui operò, sia per la limitata potenza del mezzo, mettendo chiaramente in evidenza che, per le caratteristiche dei motori del tempo, lo sviluppo della trazione Diesel stava maturando solo per i mezzi leggeri.
Accantonata nel 1948 a Bari Scalo, la locomotiva fu demolita nel 1961.

## Caratteristiche
Si trattava di una locomotiva Diesel-elettrica a due carrelli con due assi motori ciascuno (rodiggio Bo'Bo') della massa di 44 t, equipaggiata con un motore Diesel a due tempi FIAT Grandi Motori tipo Q256 che sviluppava una potenza di 440 CV (circa 324 kW) all'albero motore, che si riducevano a 320 CV (circa 235 kW) ai cerchioni per le perdite causate dalla trasmissione e dai circuiti ausiliari; essendo destinata a una rete con pendenze fino a 60 mm/m, la generatrice principale della locomotiva era in grado di alimentare altri due motori elettrici posti sui carrelli di una carrozza ausiliaria che, avendo gli assi di ciascun carrello collegati fra loro con bielle, poteva contribuire alla trazione con la sua massa aderente di 16 t.
Nel 1930 il motore fu sostituito con un Diesel OM tipo BZD a 12 cilindri da 224 kW; durante la Seconda guerra mondiale la locomotiva fu trasformata per l'alimentazione a butano.